# William Smith (ciclista)
William R. "Bill" Smith  (1893 - Johannesburg, octubre de 1958) va ser un ciclista sud-africà que va prendre part en els Jocs Olímpics de 1920.
Va guanyar dues medalles als Jocs Olímpics d'Anvers, el 1920: una de plata en la prova de tàndem, formant parella amb James Walker; i una de bronze en la persecució per equips, formant equip amb James Walker, Sammy Goosen i Henry Kaltenbrun. També va participar en la prova dels 50 kilòmetres, finalitzant el setè; i en la prova de velocitat individual, quedant eliminat en les sèries.